# Rivière Chukotat
La rivière Chukotat est affluent du littoral est de la baie d'Hudson. Ce cours d'eau coule dans le territoire non-organisé de la Baie-d'Hudson, dans la péninsule d'Ungava, dans la région administrative du Nord-du-Québec, au Québec, au Canada.

## Géographie
La rivière Chukotat se déverse dans la baie d'Hudson. Les bassins versants voisins de la rivière Chukotat sont :
- côté nord : Lac Carye, rivière Kovik
- côté est : petite rivière de Puvirnituq
- côté sud : rivière Iktotat, rivière Sorehead, lac Juet, lac Allemand, lac Ohutak
- côté ouest : Baie d'Hudson.

La rivière Chukotat prend sa source au lac Chukotat (longueur : 11,9 km ; altitude : 289 m). Il comporte une baie profonde de 3,2 km qui constitue un appendice de sa rive sud ; cette baie est située à 2,2 km au nord-est du lac Ohutak. Le lac Chukotat se décharge au fond d'une baie étroite (longue de 2,8 km) du côté ouest dans la rivière Chukotat.
Dans son cours vers l'ouest, la rivière Chukotat traverse un plan d'eau formé par l'évasement de la rivière. Sur tout son cours, cette dernière coule vers l'ouest en parallèle à la rivière Iktotat ; la distance entre les deux rivières varie généralement entre 5,2 et 8,0 km. La rivière Chukotat coule du côté sud de la chaîne des Monts d'Youville dont les sommets atteignent généralement entre 200 m et 472 m.
L'embouchure de la rivière sur les bâtures de la baie d'Hudson est situé à 12 km à l'est du hameau Akulivik et à 26,8 km à l'est de la Pointe Pamialluk. L'embouchure est située face à l'île Smith.

## Toponymie
Le toponyme rivière Chukotat a été officialisé le 5 décembre 1968 à la Commission de toponymie du Québec.